# Сабля (приток Кубри)
Сабля — река в России, протекает в Александровском районе Владимирской области. На реке крупный посёлок Красное Пламя и деревни Лисавы, Конищево, Измайлово, урочище Дубровы. Устье реки находится в 54 км по левому берегу реки Кубрь у деревни Сабельское. Длина реки составляет 15 км, площадь водосборного бассейна — 110 км². Приток — Анжа, впадает в 3,4 км от устья Сабли по левому берегу.

## Данные водного реестра
По данным государственного водного реестра России относится к Верхневолжскому бассейновому округу, водохозяйственный участок реки — Волга от Иваньковского гидроузла до Угличского гидроузла (Угличское водохранилище), речной подбассейн реки — бассейны притоков (Верхней) Волги до Рыбинского водохранилища. Речной бассейн реки — (Верхняя) Волга до Куйбышевского водохранилища (без бассейна Оки).
Код объекта в государственном водном реестре — 08010100812110000004094.